# Mogpog
Mogpog es un municipio filipino de tercera categoría perteneciente a la provincia isleña de Marinduque en Mimaropa, Región IV-B. Con una extensión superficial de 10,806 Has,  tiene una población de 33,384 personas que habitan en 7,516 hogares. Su alcalde es Senen M.Livelo, Jr.
Para las elecciones a la Cámara de Representantes está encuadrado en el único Distrito Electoral de esta provincia.

## Geografía
Situado en el extremo noroeste de la isla de Marinduque, linda al este con Santa Cruz y al oeste con Boac.
En el barrio de Silangan se encuentran las islas adyacentes de San Andrés y de Natangco.
Las islas de Agpisan, Ata y Magdumog se encuentran situadas al suroeste del municipio en el barrio de Argao.
La bahía de Sayao, situada al norte del municipio, baña los barrios de Guisián, Paye y Sayao.
La bahía de Calancán, al este de la de Sayao en el municipio de Santa Cruz, comprende las islas de Hakupan, Banot, Pito Pitogo, Islang Bato, Agumod y Haukan.

### Comunicaciones
El puerto de Balanacán tiene líenas regulares que lo comunican con Lucena en la bahía de Tayabas.

### Población
El centro de la ciudad o población comprende los barangays de Dulong Bayan, Gitnang Bayan, Mercado Sitio, Mataas na Bayan, Villa Méndez y Nangka I.

## Barrios
El municipio  de Mogpog se divide, a los efectos administrativos, en 37 barangayes o barrios, conforme a la siguiente relación:
| - Anapog-Sibucao - Argao - Balanacán - Banto - Bintakay - Bocboc - Butansapa | - Candahon - Capayang - Danao - Dulong Bayan (Población) - Gitnang Bayan (Población) - Guisián | - Hinadharán - Hinanggayón - Ino - Janagdong - Lamesa - Laón - Magapua - Malayak | - Malusak - Mampaitán - Mangyan-Mababad - Market Site (Población) - Mataas Na Bayan (Población) - Méndez - Nangka I (Población) | - Nangka II - Paye - Pili - Puting Buhangin - Sayao - Silangan - Sumangga | - Tarug - Villa Méndez (Población) |

## Historia
El sitio de Hinanggayón se independiza de Argao en 1954, convirtiéndose en un nuevo barrio.

## Patrimonio

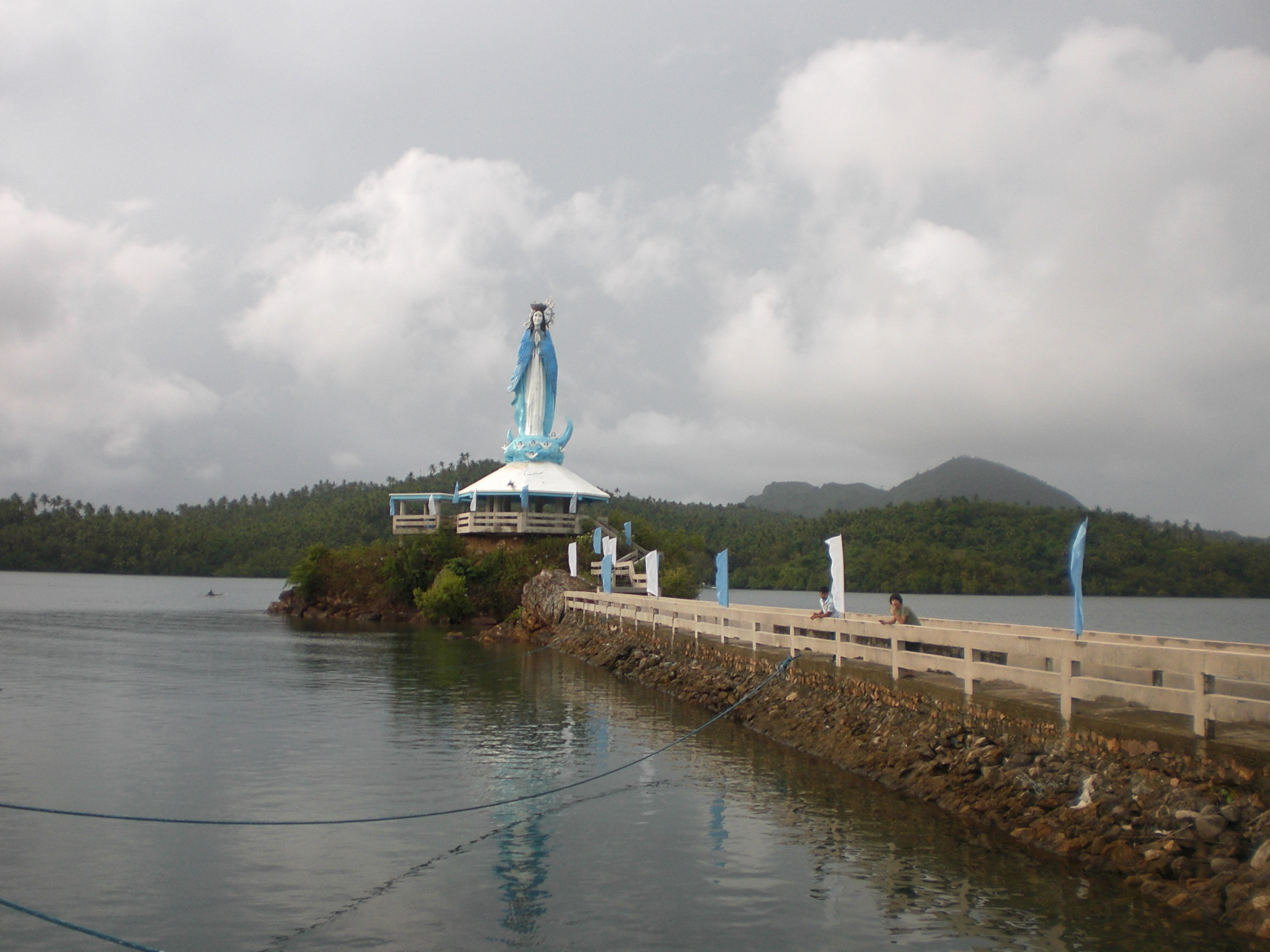
Nuestra Señora de la Paz y Buen Viaje

En el barrio de Balanacán se encuentra la  gran imagen de Nuestra Señora de la Paz y Buen Viaje, monumento erigido en lo alto de una nave en un montículo de tierra con vista al mar.

## Hijos ilustres
El cardenal de la iglesia católica Ricardo Vidal, nacido el 6 de febrero de 1931), arzobispo emérito de la Arquidiócesis de Cebú. Miembro de la Academia Filipina de la Lengua Española.